# Košice (okres Kutná Hora)
Obec Košice (německy Koschitz) se nachází asi 11 km jihozápadně od Kutné Hory v okrese Kutná Hora ve Středočeském kraji. Žije zde 60 obyvatel. Východně od Košic protéká Košický potok, který je levostranným přítokem říčky Vrchlice.
Nejvyšší body v okolí jsou: na křižovatce silnic nad Košicemi 464 m n. m. Názvy jednotlivých pozemků: V kouhoutích, V Nečase, V Německu, Na zabité (podle pověsti zde čeledín ze Samku zavraždil svou družku), V Lipinách, Na Stanhofě, U Smrčiny atd.

## Historie
První písemná zmínka o obci pochází z roku 1310. V roce 1912 bylo v Košicích 41 popisných čísel, v nichž bydlelo 242 obyvatel. Nejstarší rodiny v té době byly Novákova a Herelova. V letech 1900 byla Albrechtice osadou obce Košice.

### Územněsprávní začlenění
Dějiny územněsprávního začleňování zahrnují období od roku 1850 do současnosti. V chronologickém přehledu je uvedena územně administrativní příslušnost obce (osady) v roce, kdy ke změně došlo:
- 1850 země česká, kraj Pardubice, politický i soudní okres Kutná Hora[6]
- 1855 země česká, kraj Čáslav, soudní okres Kutná Hora
- 1868 země česká, politický i soudní okres Kutná Hora
- 1939 země česká, Oberlandrat Kolín, politický i soudní okres Kutná Hora[7]
- 1942 země česká, Oberlandrat Praha, politický i soudní okres Kutná Hora[8]
- 1945 země česká, správní i soudní okres Kutná Hora[9]
- 1949 Pražský kraj, okres Kutná Hora[10]
- 1960 Středočeský kraj, okres Kutná Hora
- 2003 Středočeský kraj, obec s rozšířenou působností Kutná Hora

### Rok 1932
V obci Košice (přísl. Albrechtice, 208 obyvatel, katol. kostel) byly v roce 1932 evidovány tyto živnosti a obchody: družstvo pro rozvod elektrické energie v Košicích, hospodářské družstvo, hostinec, kovář, rolník, řezník, obchod se smíšeným zbožím, trafika.

## Pamětihodnosti
- Kostel Narození Panny Marie

## Doprava
Dopravní síť
- Pozemní komunikace – Obcí prochází silnice II/337 Uhlířské Janovice - Malešov - Košice - Čáslav - Ronov nad Doubravou.

- Železnice – Železniční trať ani stanice na území obce nejsou.

Veřejná doprava 2011
- Autobusová doprava – V obci měly zastávky příměstské autobusové linky Kutná Hora-Vidice-Čestín-Uhlířské Janovice-Petrovice II,Losiny (v pracovní dny 4 spoje), Kutná Hora-Sázava (v pracovní dny 4 spoje) a Kutná Hora-Uhlířské Janovice-Sázava (v pracovní dny 1 spoj) (dopravce Veolia Transport Východní Čechy, a. s.). O víkendu byla obec bez dopravní obsluhy.

## Galerie

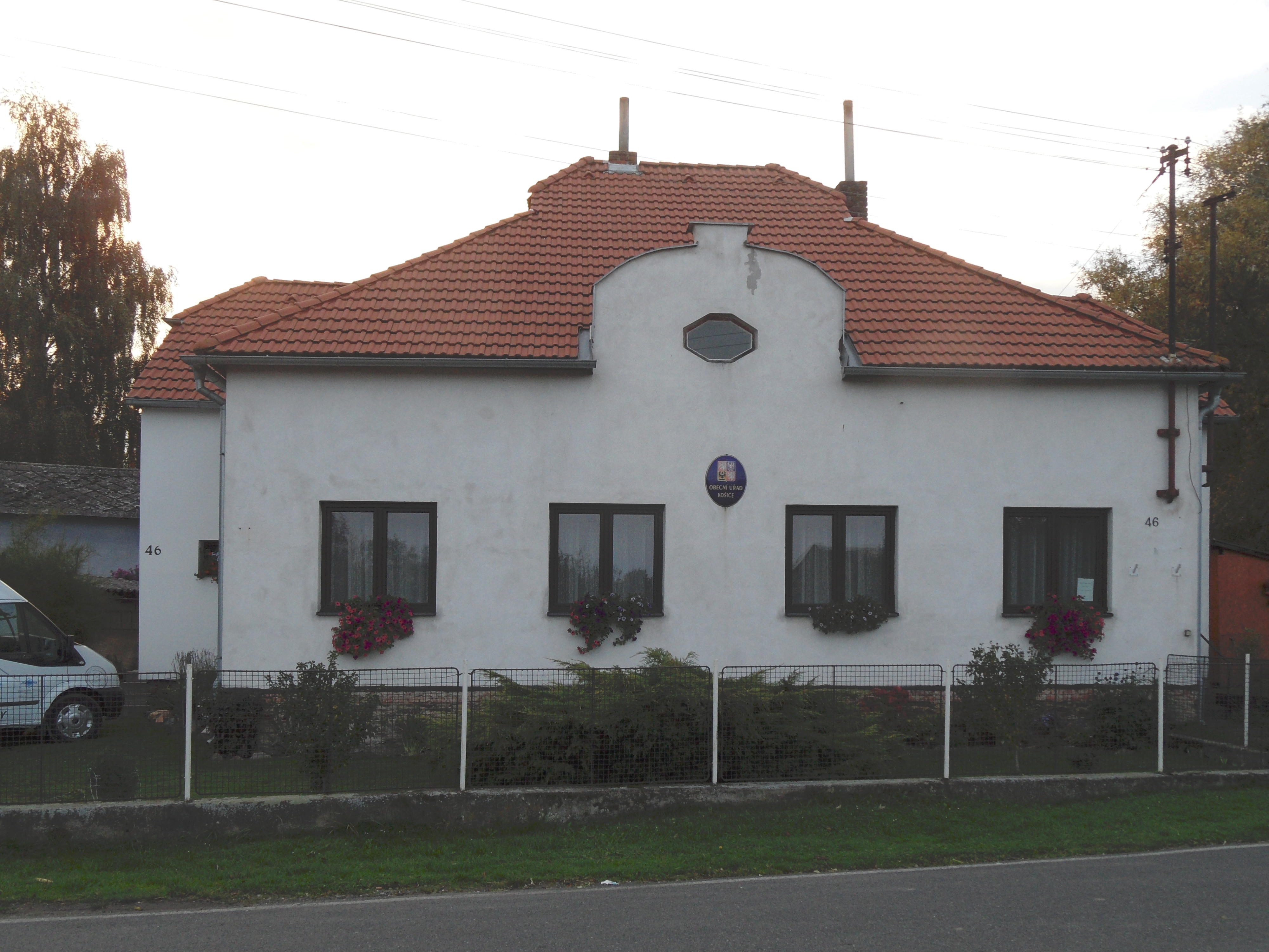
Obecní úřad
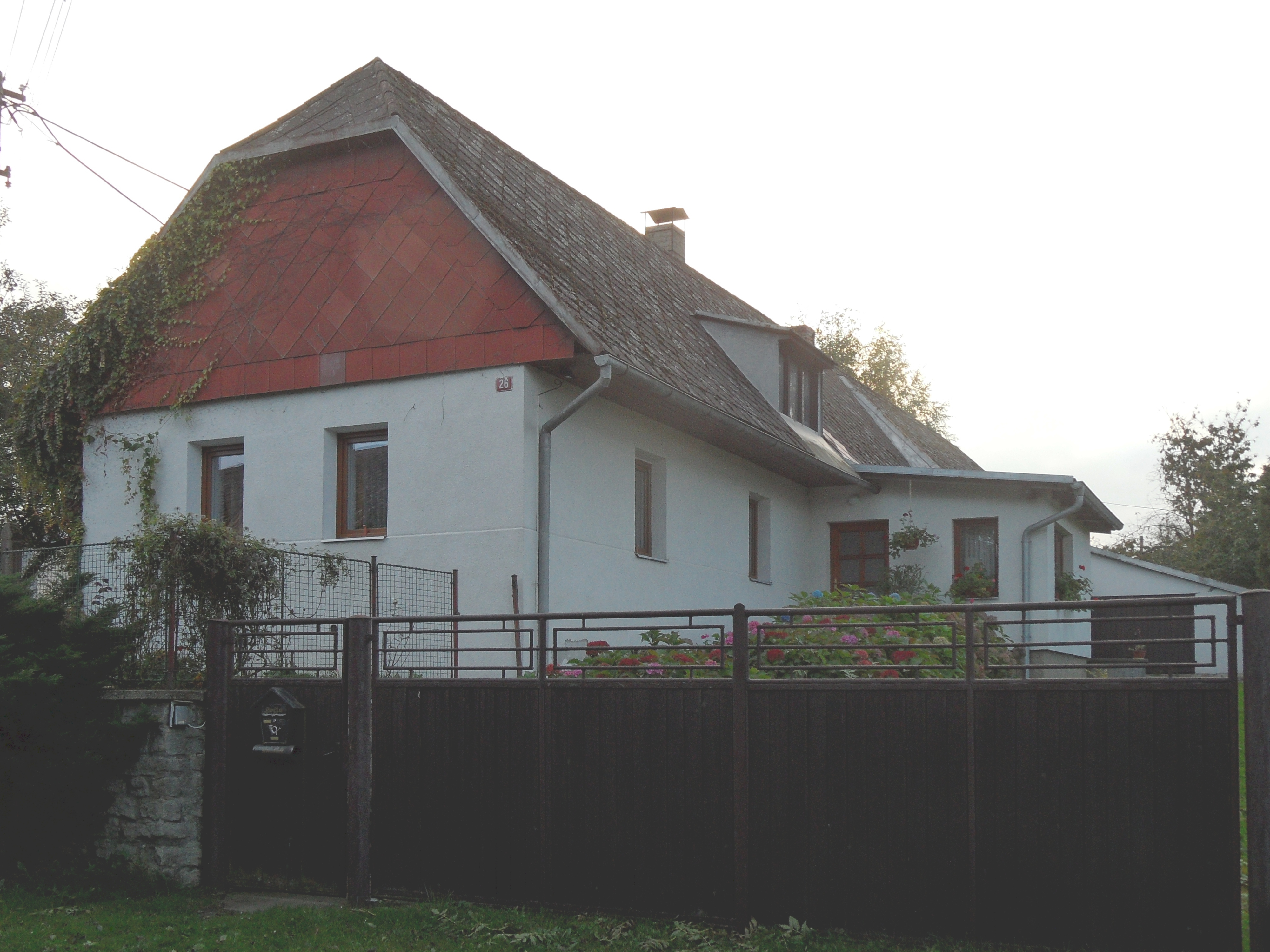
Dům u silnice na Nepoměřice
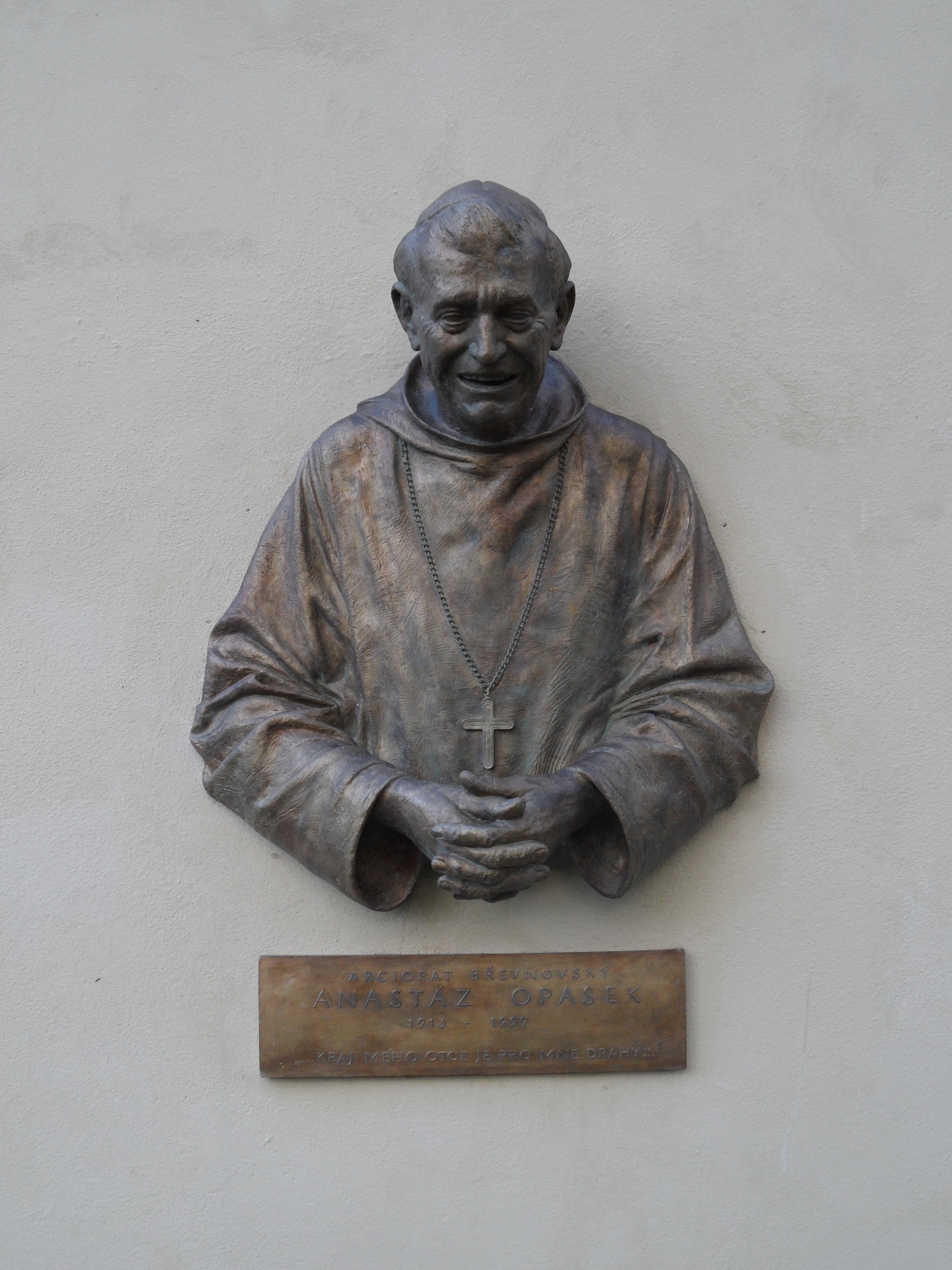
Jan Anastáz Opasek
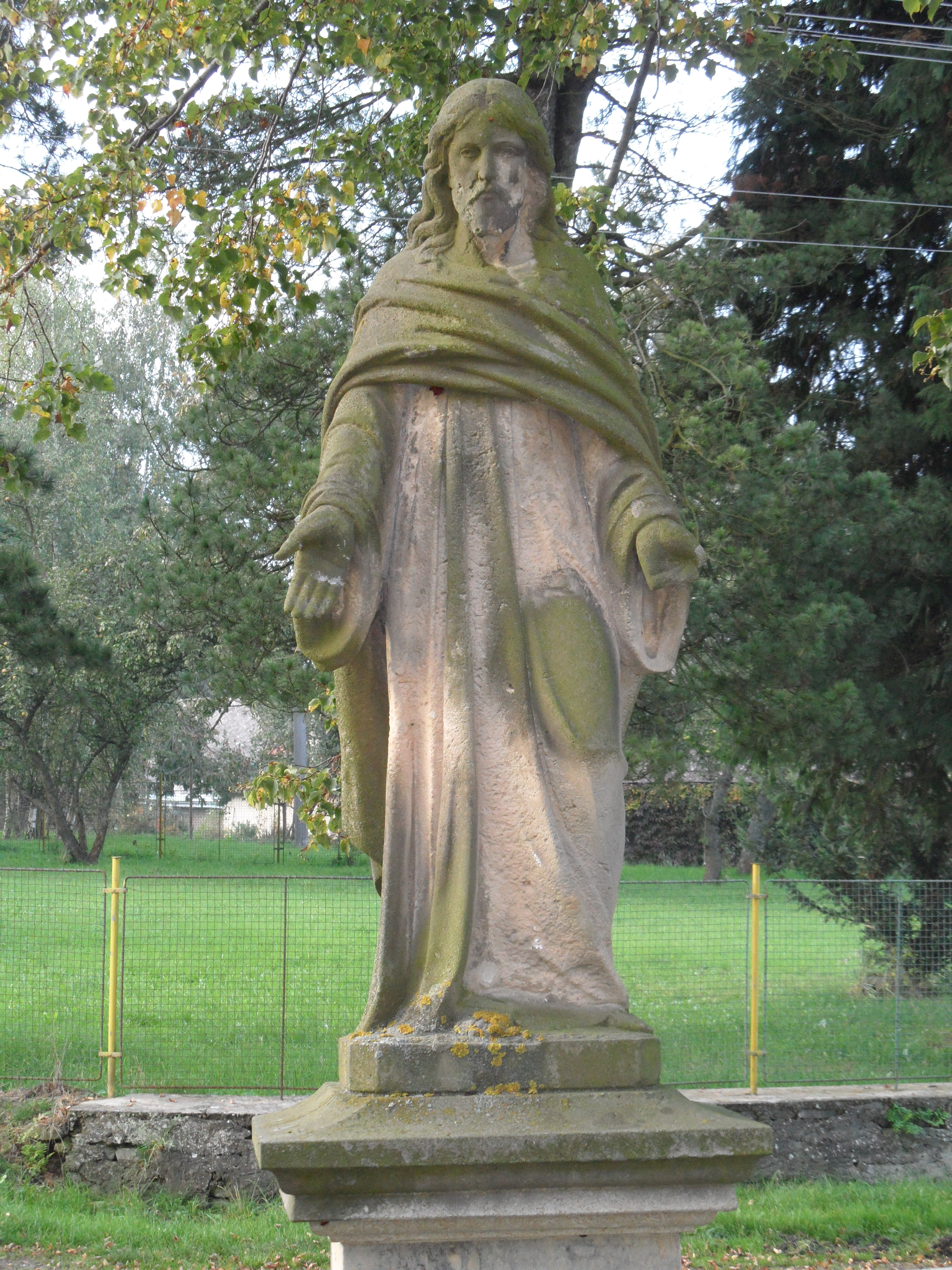
Detail ze hřbitova